# FK Ekibastuz
FK Ekibastuz (kaz. Екібастұз Футбол Клубы) – kazachski klub piłkarski z siedzibą w Jekybastuzie. W 2025 roku klub występuje w Byrynszy lidze.

## Historia
Chronologia nazw:
- 2003–2007: Energetik Pawłodar (kaz. Энергетик Павлодар)
- 2008: Energetik-2 Ekibastuz (kaz. Энергетик-2 Екібастұз)
- 2009–...: FK Ekibastuz (kaz. Екібастұз ФК)

Klub został założony w 2003 jako Energetik Pawłodar. W 2004 debiutował w Byrynszy lidze. W sezonie 2006 i 2008 występował w Priemjer Ligasy, ale zajmował odpowiednio 16 i 15 miejsca i spadał do Birinszi liga. W 2008 zmienił lokalizację na Jekybastuz oraz nazwę Energetik-2 Ekibastuz. Od 2009 występuje pod nazwą FK Ekibastuz.

## Sukcesy
- Priemjer Ligasy: 15. miejsce (2008)
- Puchar Kazachstanu: ćwierćfinalista (2006)